# Kecskekő (vár)
Kecskekő egy egykori vár Romániában, a jelenlegi Fehér megye területén, melynek ma már csak romjai láthatóak. A várrom a romániai műemlékek jegyzékében AB-I-s-A-00028 sorszám alatt, dák vár romjaként szerepel.

## Története
A vár egy Királypataka melletti magaslaton állt. A tatárjárás előtt már minden bizonnyal állt, mert Rogerius váradi kanonok megemlíti, hogy 1242-ben miután a tatárok elhagyták az elpusztított országot, itt talált először túlélőket Gyulafehérvár környékén.
1272-ben IV. László király engedélyt adott a gyulafehérvári domonkosoknak, hogy a várban templomot építsenek, majd 1275-ben évenkénti 800 db kősót engedélyezett a tordai sóbányából az építendő zárda költségeire.
A vár neve 1299-ben Tiszakő formában fordult elő, 1313-ban viszont már Kecskésnek említik, majd 1341-ben Kecskéskőnek.
A várat 1515-ben II. Ulászló király romboltatta le, de a lakosságnak még kétszer menedéket nyújtott: 1603-ban Giorgio Basta katonáival, majd 1661-ben a tatárokkal szemben.